# Sydnee Steele
Sydnee Steele (ur. 23 września 1968 w Dallas) – amerykańska aktorka pornograficzna pochodzenia greckiego. Przed przejściem na emeryturę w roku 2005, zagrała w 404 filmach.

## Życiorys

### Wczesne lata
Steele urodziła się w Dallas w stanie Teksas, jako córka profesora uniwersyteckiego. Sama opisywała siebie jako nieśmiałe i zamknięte w sobie dziecko, podczas wywiadu dla Adult Video News w 2001 roku przyznała - „Chowałam się za nogami moich rodziców, gdy ludzie mówili do mnie cześć.” (ang. I used to hide behind my parents' legs when people would say hi to me.). 
Zajmowała stanowisko pracownika finansowego w firmie żeglarskiej zajmującej się jachtami. Na początku lat 90. pracowała jako jubiler. 

### Kariera
Sydnee po raz pierwszy zaangażowała się w branżę rozrywki dla dorosłych przez jej przyjaciela A.J. Cromwella, który był właścicielem i wydawcą ofert rozrywki dla dorosłych w Sundown. Następnie Steele spotkała reżysera Brada Armstronga na Gentleman's Expo. Debiutowała w Breastman Goes To Hollywood (1997) w scenie z Ronem Jeremy. Pracowała potem dla dużych firm, takich jak Vivid, VCA Pictures, Sin City, Elegant Angel i New Sensations. Wkrótce podpisała ekskluzywny kontrakt z Wicked Pictures. 
Poznała dealera samochodowego Michaela Ravena, który sprzedał jej Mazdę MX-5. Pobrali się w 1992, zaczęli interesować się udziałem w produkcjach porno swinging i przenieśli się do Los Angeles. Wzięli udział w filmie Mind Fuck (1999). W ciągu dziesięciu lat ich małżeństwa Raven stał się reżyserem porno. W 2001 roku doszło do rozwodu.
W 2000 roku była nominowana do AVN Award w kategorii „Najlepsza nowa gwiazdka”. W latach 2002–2004 napisała kilka artykułów dla magazynu „AVN Online” i „Club”. Gościła też w filmie dokumentalnym Nathana S. Garfinkela Fluffy Cumsalot, Porn Star (2003). 
W 2003 zdobyła osiem nominacji do AVN Award w kategoriach: „Najlepsza aktorka - film” i „Najlepsza scena seksu oralnego - film” z Joeyem Rayem, Kitten i Brad Armstrongiem w Falling From Grace (2002), „Najlepsza aktorka - wideo” w Heroin (2002), „Najlepsza scena seksu samych dziewczyn - wideo” z Asią Carrerą i „Najlepsza scena seksu oralnego - wideo” z Bradem Armstrongiem w My Father's Wife (2002), „Najlepsza aktorka - wideo” i „Najlepsza scena seksu w parze - wideo” ze Stevenem St. Croixem w Breathless (2002) oraz „Najlepsza wykonawczyni”. Wycofała się z branży filmowej dla dorosłych w kwietniu 2005.

## Nagrody i wyróżnienia
| Rok  | Nagroda    | Kategoria                              | Film               | Inni wykonawcy |
| ---- | ---------- | -------------------------------------- | ------------------ | -------------- |
| 2000 | XRCO Award | Niedoceniona syrena                    | –                  | –              |
| 2001 | AVN Award  | Najlepsza scena seksu w parze          | Facade (2000)      | Bobby Vitale   |
| 2001 | AVN Award  | Najlepsza scena seksu samych dziewczyn | Dark Angels (2000) | Jewel De'Nyle  |
| 2002 | AVN Award  | Najlepsza aktorka                      | Euphoria (2001)    | –              |
| 2003 | AVN Award  | Najlepsza aktorka                      | Breathless (2002)  | –              |
| 2007 | AVN Award  | AVN Hall of Fame                       | –                  | –              |